# Lagarostrobos franklinii
Lagarostrobos franklinii (im englischen Sprachraum benutzt man den Namen Huon Pine oder Macquarie Pine) ist die einzige Pflanzenart der monotypischen Gattung Lagarostrobos in der Familie der Steineibengewächse (Podocarpaceae). Diese Art wurde vor der Revision durch Christopher John Quinn 1982 zur Gattung Dacrydium gezählt.

## Beschreibung

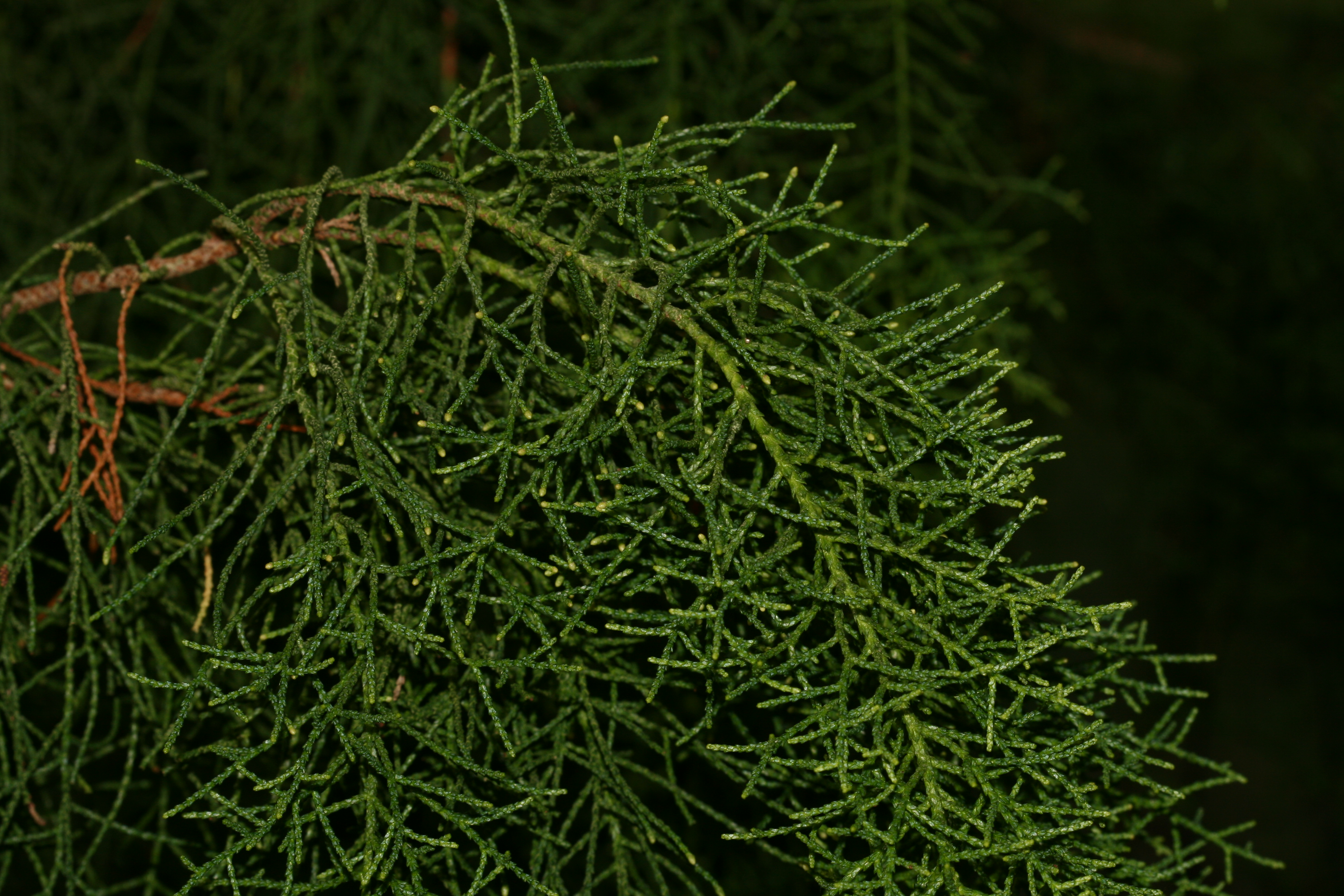
Ast dessen überhängenden Zweige mit schuppenförmigen Blättern bedeckt sind

### Vegetative Merkmale
Lagarostrobos franklinii wächst als immergrüner Baum, der Wuchshöhen von 25 bis manchmal 30 Metern und Stammdurchmesser (Brusthöhendurchmesser = BHD) von 70 bis 150, selten bis zu 200 Zentimetern erreichen kann. Die kegelförmige oder pyramidale Baumkrone verbreitet sich und wird unregelmäßig bei älteren Exemplaren. Die grau-braune bis graue Borke, weist eine maximale Stärke von 4 bis 6 Zentimetern auf, ist runzelig, horizontal gerillt und bildet im Alter Längsrisse und fällt in Schuppen oder Streifen ab. Die biegsamen Zweige mit Durchmessern von 1 bis 1,2 Millimetern sind mit schuppenförmigen Blättern bedeckt. Im Schatten sind die Äste hängend bis steif und bei Besonnung sind sie aufrechter; an alten Exemplaren sind die Äste aufsteigend.
Die Assimilationsorgane sind wie bei allen Podocarpaceae keine Nadeln, sondern schuppenförmige Laubblätter, die fast wie die Blätter von Zypressen aussehen, besitzen im Unterschied dazu aber weiße Stomata auf der Rückseite, die nur verstreut verteilt, aber auffällig sind. Bei Lagarostrobos franklinii liegt Heterophyllie vor. An Sämlingen sind die spiralig angeordneten Jugendblätter gekielt und bei einer Länge von 1 bis 2 Millimetern am Zweig herablaufend mit freiem, spitzem oberen Ende. Die Laubblätter bei ausgewachsenen Exemplaren sind auch spiralig, angedrückt, dachziegelartig überlappend angeordnet und bei einer Länge von 1 bis 1,5 Millimetern sowie einer Breite von bis zu 1 Millimeter rhomboid und auf der Unterseite gekielt mit stumpfem oberen Ende.

### Generative Merkmale
Lagarostrobos franklinii ist zweihäusig getrenntgeschlechtig (diözisch). Die männlichen Zapfen stehen endständig und einzeln, sehen wie Kätzchen aus, weisen eine Länge von 4 bis 6 Millimetern sowie einen Durchmesser von 2 bis 2,5 Millimetern auf und enthalten 10 bis 15, selten bis zu 20 Mikrosporophylle. Die rhombischen bis dreieckigen Mikrosporophylle besitzen an ihrer Basis zwei Pollensäcke, die trisaccate Pollenkörner enthalten. Die an dünnen, abwärts gekrümmten, kurzen Zweigen endständig stehenden, weiblichen Zapfen sind mit einer Länge von 4 bis 5 Millimetern relativ klein und bestehen aus spiralig angeordneten fünf bis acht, selten bis zu zehn fertilen Samenschuppen.
Die hängenden, weiblichen Zapfen reifen meist innerhalb eines Jahres. Je Zapfen sind fünf bis acht, meist allerdings weniger Samen vorhanden. Die hell-braunen Samen sind bei einer Länge von nur etwa 2,2 Millimetern sowie einem Durchmesser von etwa 2 Millimetern rundlich und oben abgeflacht mit eingekerbtem oberen Ende. Die ungeflügelten Samen sind bei Reife zur Hälfte von einem trockenen, pergamentartigen Samenmantel umgeben, er wird „Epimatium“ genannt.
Die Chromosomenzahl beträgt 2n = 30.

## Ökologie
Oft erfolgt durch Absenker vegetative Vermehrung und dadurch werden oft große Gebiete von einem Klon bedeckt. Die Stämme sind oft mit Epiphyten bewachsen.
Es existieren nur noch wenige Exemplare, die die maximale Wuchshöhe von bis zu 30 Metern und Stammdurchmessern bis zu zwei Metern erreichen. Lagarostrobos franklinii wächst mit nur etwa 1 Millimeter pro Jahr sehr langsam.
Die Ausbreitung der Samen erfolgt durch Vögel oder Wasser.

### Besonderheit dieser Art
Aufgrund wissenschaftlicher Untersuchungen an einem kleinen Bestand genetisch identischer Pflanzenexemplare auf dem Mount Read im Nordwesten Tasmaniens geht man davon aus, dass dieser Bestand durch vegetative Vermehrung aus einem einzigen Individuum hervorgegangen ist. Der älteste jetzt lebende Baum (Ramet) dieses Klons wird auf immerhin etwa 2000 Jahre geschätzt. Der Klon an sich ist etwa 10.500 Jahre alt. Lagarostrobos franklinii gilt daher als eine der Pflanzenarten mit dem ältesten lebenden Genet überhaupt. Sie wird darin allerdings übertroffen von Lomatia tasmanica.

## Vorkommen
Lagarostrobos franklinii ist ein Endemit Tasmaniens und kommt hauptsächlich im südlichen und westlichen Teil vor. Sie kommt nahe der südlichen und westlichen Küsten, in Höhenlagen von 0 bis 150 und von 600 bis 900 Metern, vor.
Die Standorte liegen hauptsächlich an Fließgewässern an den Ufern oder relativ nahe zum Gewässer. Manchmal gedeiht Lagarostrobos franklinii an feuchten Berghängen im gemäßigten Regenwald.
Lagarostrobos franklinii wächst oft gemeinsam mit Nothofagus cunninghamii, Eucryphia lucida, Anopterus glandulosus und Farn-Arten: Mit Eucalyptus obliqua kommt sie in den höhergelegenen Standorten vor. An den höchstgelegenen Standorten gedeiht sie zusammen mit Athrotaxis selaginoides, Phyllocladus asplenifolius sowie Diselma archeri. Der Vegetationstyp Lagarostrobos franklinii-Regenwald und -Strauchvegetation wird von Lagarostrobos franklinii dominiert, zusammen mit anderen Regenwaldarten sowie manchmal mit  Acacia melanoxylon. Manchmal bildet Lagarostrobos franklinii Reinbestände mit spärlichem Unterholz auf tiefen Schwemmlandböden. Niedriger Wald und Strauchvegetation an felsigen Ufern von Fließgewässern mit kleinen Exemplaren von  Lagarostrobos franklinii, Leptospermum- und Proteaceae-Arten sind andere Standorte dieser Art.

## Gefährdung, Schutz und frühere Nutzung
Lagarostrobos franklinii wurde 2012 in der Roten Liste der gefährdeten Arten der IUCN als „Least Concern“ = „nicht gefährdet“ bewertet. Diese Art erfüllt die meisten Kriterien nicht für eine Einordnung in eine Gefährdungsstufe. In weiten Teilen des tasmanischen Waldes war Lagarostrobos franklinii ein wichtiger Bestandteil, bis die ersten Siedler diese Insel erreichten. Die gute Qualität des Holzes von Lagarostrobos franklinii führte dazu, dass nach kurzer Zeit die großen Exemplare abgeholzt wurden. Es sind nur noch wenige große Exemplare erhalten geblieben. Aber durch Absenker und Wiederaustrieb können sich die Bestände schnell regenerieren, so dass nun wieder 80 bis 85 % des ursprünglichen Areals mit diesem Aufwuchs bedeckt sind. Fast der ganze Bestand (86 %) befindet sich in Schutzgebieten.
Durch Stauseen und Buschbrände gingen etwa 15 % der Areale verloren. Es ist gesetzlich verboten, lebende Exemplare zu fällen. An einem Standort gibt es eine Erlaubnis, abgestorbene Exemplare zu fällen.
Das Holz von Lagarostrobos franklinii ist beständig durch den hohen Anteil von Ölen (bis zu etwa 7 % des Gewichtes des Holzes) und feinfaserig. Es wurde früher hauptsächliche zum Bootsbau und zur Herstellung von Möbeln verwendet.

## Systematik
Die Erstbeschreibung unter dem Namen (Basionym) Dacrydium franklinii erfolgte 1845 durch William Jackson Hooker in London Journal of Botany, Band 4, Seite 152. Das Artepitheton franklinii ehrt Sir John Franklin, den Gouverneur Tasmaniens in den frühen Jahren der Kolonie. Die Neukombination zu Lagarostrobos franklinii (Hook f.) Quinn wurde 1982 durch Christopher John Quinn (* 1936) in Australian Journal of Botany. Melbourne, Volume 30, Seite 316 veröffentlicht. Die Gattung Lagarostrobos wurde 1982 durch Christopher John Quinn in Australian Journal of Botany, Volume 30, Issue 3 Seite 316 aufgestellt. Der Gattungsname Lagarostrobos setzt sich zusammen aus den altgriechischen Wörtern lagaros für beschränkt, eng, schmal und strobilos für Zapfen, dies bezieht sich auf die Form der weiblichen Zapfen.
Lagarostrobos franklinii ist die einzige Art der monotypischen Gattung Lagarostrobos innerhalb der Familie der Steineibengewächse (Podocarpaceae). Eine früher zweite Art Lagarostrobos colensoi (Hook f.) wurde durch Molloy 1995 in die monotypische Gattung Manoao B.P.J.Molloy gestellt. Die unterschiedliche Form der Zapfen führte dazu, dass diese monotypischen Gattungen gebildet wurden, denn sonst wären einige Gattungen der Podocarpaceae nicht monophyletisch.